# Chysinae
Chysinae es una subtribu de la subfamilia Epidendroideae de la familia de las orquídeas.

## Descripción
Se compone de plantas de crecimiento sub cespitoso de cuyos tallos se derivan pseudobulbos fusiformes, con hojas dísticas mostrando una inflorescencia lateral. Solamente contiene un único género.

## Géneros
- Chysis

- Datos: Q8345937
- Multimedia: Chysinae / Q8345937
- Especies: Chysinae